# Raniero Cantalamessa
Raniero Cantalamessa, al secolo Vinicio (Colli del Tronto, 22 luglio 1934), è un cardinale, teologo e predicatore italiano, dal 9 novembre 2024 predicatore emerito della Casa Pontificia.
Cantalamessa ha svolto il proprio ministero perlopiù all'Eremo dell'Amore Misericordioso, un ex convento dei Cappuccini — poi sede di una piccola comunità di monache claustrali — a Cittaducale, in provincia di Rieti.

## Biografia

### Vocazione e sacerdozio
Vinicio Cantalamessa è nato il 22 luglio 1934 a Colli del Tronto, provincia e diocesi di Ascoli Piceno, nelle Marche.
Nel 1946, terminata da poco la Seconda guerra mondiale, è entrato in seminario dai frati minori cappuccini. A dispetto delle previsioni di alcuni conoscenti, che dubitavano della sua idoneità alla vita religiosa in ragione del suo carattere vivace, Cantalamessa (che scelse il nome Raniero) ha maturato lì la propria vocazione religiosa.
Ha ricevuto l'ordinazione sacerdotale il 19 ottobre 1958 per imposizione delle mani di monsignor Gaetano Malchiodi, vescovo titolare di Cana e vicario dell'Amministrazione pontificia di Loreto, nella Basilica di Loreto, dove ha iniziato il proprio ministero.

### Studi e formazione
Si è laureato in teologia a Friburgo in Svizzera e, nel 1969, in lettere classiche all'Università Cattolica del Sacro Cuore di Milano. L'interesse per le Lettere classiche era dovuto alla volontà di padroneggiare il greco e il latino per lo studio del Nuovo Testamento e dei Padri della Chiesa.
Per la sua formazione si sono rivelati importanti anche gli scrittori, i pensatori e i poeti moderni:

### Docente universitario
È stato per diversi anni insegnante di patristica presso lo Studio teologico dei frati minori cappuccini di piazzale Velasquez a Milano. È divenuto assistente di Giuseppe Lazzati e — dopo aver vinto un concorso — suo successore come docente ordinario di Storia delle origini cristiane alla Facoltà di Lettere dell'Università Cattolica di Milano, presso la quale ha sostituito Lazzati anche come Direttore del Dipartimento di scienze religiose.
Dal 1975 al 1981 è stato membro della Commissione Teologica Internazionale.

### Predicatore della Casa Pontificia
Nel 1979 ha abbandonato la docenza per dedicarsi completamente al ministero della Parola, in quella che definì una «seconda chiamata» da parte di Dio. Il 23 giugno 1980 è nominato predicatore della Casa Pontificia, col compito di dettare, ogni venerdì in Avvento e in Quaresima e al Venerdì Santo, una meditazione in presenza del Papa e della Curia romana. Ha portato avanti tale compito per oltre 25 anni, sotto il pontificato di Giovanni Paolo II.
Nell'aprile del 2005, in occasione del conclave che porterà all'elezione di papa Benedetto XVI, è stato uno dei due predicatori incaricati di rivolgere una esortazione ai cardinali riuniti. Col nuovo papa, Cantalamessa ha continuato a svolgere, ogni settimana, la funzione di predicatore della Casa Pontificia, impegnandosi inoltre anche all'estero per l'organizzazione di esercizi e ritiri; ad esempio, nel gennaio 2010, ha parlato nelle Filippine, per una intera settimana, a una platea composta da 4000 presbiteri e 100 vescovi.
Polemiche a livello internazionale e irritate reazioni delle comunità ebraiche sono state provocate dalla citazione — durante una predica di Cantalamessa per le celebrazioni del Venerdì Santo 2010 innanzi al papa — di una lettera ricevuta da un suo amico ebreo, nella quale si paragonava l'attacco alla Chiesa per gli abusi sui minori all'antisemitismo. Cantalamessa ha poi chiesto scusa per aver «urtato la sensibilità degli ebrei e delle vittime della pedofilia».
Ha continuato a svolgere l'incarico di predicatore della Casa Pontificia anche con papa Francesco, fino al 9 novembre 2024.

### Cardinale
Il 25 ottobre 2020, durante l'Angelus, papa Francesco ha annunciato la sua creazione a cardinale nel concistoro del 28 novembre seguente. Avendo già ottantasei anni al momento dell'annuncio, non ha il diritto di entrare in conclave e di essere membro dei dicasteri della Curia romana, in conformità all'art. II § 1-2 del motu proprio Ingravescentem Aetatem. In deroga al motu proprio Cum Gravissima, che prevede che tutti i cardinali debbano essere per regola ordinati vescovi, padre Cantalamessa ne viene dispensato, su sua esplicita richiesta.
Nello stemma cardinalizio, oltre al motto Veni Creator Spiritus, figura la colomba simbolo dello Spirito Santo; al capo d'argento alla croce di bruno caricata del braccio di Cristo posto in banda incrociato al braccio di San Francesco posto in sbarra, moventi da una nuvola del campo.
Papa Francesco gli ha affidato la diaconia di Sant'Apollinare alle Terme Neroniane-Alessandrine, di cui ha preso possesso il 13 giugno 2021.
In occasione del conclave del 2025 è stato incaricato di tenere la meditazione introduttiva ai cardinali elettori, subito dopo l'extra omnes.

### Attività televisiva
Dal 1982 ha iniziato a comparire su Rai 1 come commentatore del Vangelo. Dal 1995 al 2009 (con due interruzioni di un anno) ha condotto la rubrica Le ragioni della speranza all'interno del programma di cultura religiosa A Sua immagine.

## Stemma

### Blasonatura
D’azzurro alla colomba d’argento, raggiante d’oro, volante verso la punta dello scudo; al capo dell’Ordine dei Frati Minori Cappuccini: d’argento al braccio nudo di Cristo posto in croce di sant’Andrea sul braccio vestito di tonaca di Francesco, con le mani di carnagione recanti le stigmate; dall’incontro nasce la croce di rosso, il tutto movente da nuvole d’argento. Lo scudo è timbrato da un cappello con cordoni e nappe di rosso. Le nappe, in numero di trenta, sono disposte quindici per parte, in cinque ordini di 1, 2, 3, 4, 5. Sotto lo scudo, nella lista d’argento, il motto in lettere maiuscole di nero: "VENI CREATOR SPIRITUS".

## Opere

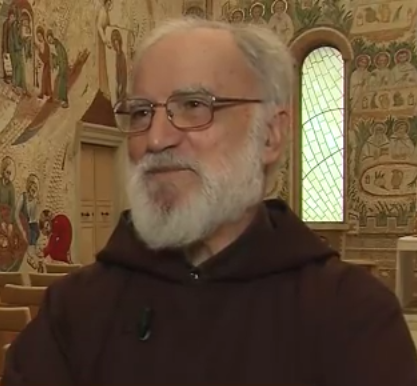
Padre Cantalamessa durante un'intervista per il CTV nel marzo 2016

- I più antichi testi pasquali della Chiesa, Edizioni liturgiche, 1971.
- La Pasqua nella Chiesa antica, SEI, 1978.
- Il mistero pasquale. Meditazioni bibliche e patristiche, EMP, 1990.
- Un inno di silenzio. Meditazioni sul Padre, EMP, 1999.
- La salita al monte Sinai, Città Nuova, 2000.
- I misteri di Cristo nella vita della Chiesa, Ancora, 1992.
- Povertà, Ancora, 1996.
- Verginità, Ancora, 1996.
- Maria, uno specchio per la Chiesa, Ancora, 1997.
- Sorella morte, Ancora, 1997.
- L'obbedienza, Ancora, 1997.
- Il canto dello Spirito. Meditazioni sul Veni Creator, Ancora, 1998.
- Il mistero di Pentecoste. Tutti furono pieni di Spirito Santo, Ancora, 1998.
- L'Eucaristia nostra santificazione, Ancora, 1998.
- Gesù Cristo il santo di Dio, San Paolo Edizioni, 1999.
- Passa Gesù di Nazaret. Il vangelo della domenica in Tv. Anno C, Piemme, 1999.
- Contemplando la Trinità, Ancora, 2002.
- Caro padre... Lettere e testimonianze di vita, Piemme, 2003.
- La vita in Cristo. Il messaggio spirituale della Lettera ai romani, Ancora, 2003.
- Amare la Chiesa, Ancora, 2003.
- Gettate le reti. Riflessioni sui vangeli, Piemme, 2003.
- Cinque minuti con Dio, Vol. 1, Piemme, 2004.
- Cantico delle creature, (con Liberto Giuseppe), Porziuncola, 2006.
- La fede che vince il mondo. L'annuncio di Cristo nel mondo d'oggi, San Paolo Edizioni, 2006.
- «Questo è il mio corpo». L'eucaristia alla luce dell'«Adoro te devote» e dell'«Ave verum», San Paolo Edizioni, 2006.
- Dal Kerygma al dogma. Studi sulla cristologia dei Padri, Vita e Pensiero, 2006.
- La Pasqua della nostra salvezza. Le tradizioni pasquali della Bibbia e della Chiesa primitiva, Marietti, 2007.
- Il mistero del Natale, Ancora, 2007.
- Dalla croce la perfetta letizia. Francesco d'Assisi parla ai preti, (con Carlo Maria Martini), Ancora, 2008.
- Otto gradini verso la felicità, San Paolo Edizioni, 2008.
- La forza dello spirito, (con Saverio Gaeta), Piemme, 2008.
- Gesù di Nazaret tra storia e fede, (con Romano Penna e Giuseppe Segalla), EDB, 2009.
- Pasqua. Un passaggio a ciò che non passa, San Paolo Edizioni, 2008.
- La tua parola mi fa vivere, Ancora, 2008.
- La vita in Cristo. Il messaggio spirituale della Lettera ai Romani, Ancora, 2008.
- Il potere della croce. Meditazioni 1999-2008, Vol. 2, Ancora, 2009.
- Il mistero della Pasqua, Ancora, 2009.
- Dal Vangelo alla vita, Edizioni Piemme, 2009.
- Il mistero della trasfigurazione, Ancora, 2010.
- Due polmoni, un unico respiro, LEV, 2015.
- Il Volto della Misericordia, San Paolo Edizioni, 2015.